# Sexy Album
Sexy Album è il primo album del duo comico di YouTuber Smosh, costituito da Anthony Padilla e Ian Hecox. Pubblicato il 15 dicembre 2010, è fondamentalmente una raccolta di alcune delle canzoni parodistiche più celebri del duo, cui sono state aggiunte anche tre tracce originali.

## Tracce
1. Renaissance Love
2. Firetruck
3. Pokémon Theme Song Revenge
4. Hardcore Max
5. Transformers Rap
6. Cute Furry Kittens
7. My Fanny Pack
8. Teleporting Fat Guy
9. Boxman
10. Milky Milkshake
11. Hawking's Gonna Drop a Phat Remix
12. Milky Milkshake (Stephen Hawking Remix)
13. Predicate Rap
14. Vader Is My Friend
15. Boxman's Christmas (Holiday Bonus)
16. Christmas With Billy (Holiday Bonus)
17. Bow to the Unicorns